# Лугове (Нестеровський район)
Лугове (рос. Луговое) — селище Нестеровського району, Калінінградської області Росії. Входить до складу Пригороднього сільського поселення.
Населення —  462 особи (2015 рік). 

## Населення
| 2002 | 2010 |
| ---- | ---- |
| 444  | ↗462 |